# Cinderella (Andrew Lloyd Webber)
Pour les articles homonymes, voir Cinderella.
Cinderella, renommé Bad Cinderella à Broadway, est une comédie musicale avec les musiques d'Andrew Lloyd Webber, les paroles de David Zippel et un livret d'Emerald Fennell qui devrait être présenté en première dans le West End de Londres en 2021. Il s'agit d'une adaptation du conte de Cendrillon.

## Productions

### West End (2021)
La comédie musicale a été présentée à The Other Palace à Londres en mai 2019 avec Carrie Hope Fletcher dans le rôle-titre, Tyrone Huntley dans le rôle du prince Sebastian et Victoria Hamilton-Barritt dans le rôle de la belle-mère.
Cendrillon doit avoir sa première mondiale au Gillian Lynne Theatre dans le West End de Londres avec des avant-premières commençant le 30 avril et une ouverture officielle le 19 mai 2021. L'ouverture, initialement prévue pour août 2020, a été retardée en raison de la pandémie de Covid-19. La production devrait être mise en scène par Laurence Connor et chorégraphiée par JoAnn M. Hunter. Carrie Hope Fletcher, Hamilton-Barritt et Ivano Turco s'apprêtent à créer les rôles de Cendrillon, de la belle-mère et du prince Sébastien,,,.

## Numéros musicaux
- Bad Cinderella – Cendrillon[8]
- Far Too Late – Cendrillon[8]
- Only You, Lonely You – Prince Sebastian[7]
- I Know I Have a Heart - Cendrillon[9]

## Personnages et interprètes
| Personnage             | West End                  | Broadway                  |
| Personnage             | 2021                      | 2023                      |
| ---------------------- | ------------------------- | ------------------------- |
| Cendrillon             | Carrie Hope Fletcher      | Linedy Genao              |
| Doublure de Cendrillon | Georgina Onuorah          | Savy Jackson              |
| Le Prince Sebastian    | Ivano Turco               | Jordan Dobson             |
| La reine               | Rebecca Trehearn          | Grace McLean              |
| La belle-mère          | Victoria Hamilton-Barritt | Carolee Carmello          |
| La marraine            | Gloria Onitiri            | Christina Acosta Robinson |
| Adele                  | Laura Baldwin             | Sami Gayle                |
| Marie                  | Georgina Castle           | Morgan Higgins            |
| Le Prince Charmant     | Caleb Roberts             | Cameron Loyal             |